# Diaporthe valsiformis
Diaporthe valsiformis är en svampart som tillhör divisionen sporsäcksvampar, och som beskrevs av Rehm. Diaporthe valsiformis ingår i släktet Diaporthe, och familjen Diaporthaceae. Arten är reproducerande i Sverige.